# La Poule des Champs
 (mars 2023).
Le festival  La Poule des Champs est un festival de musique se déroulant sous chapiteau, dans le petit village d'Aubérive au nord de la Marne dans le Grand Est. 

## Présentation

### Historique
La première édition du festival a eu lieu en 2006 il se déroulait dans la cour de l'école et réunissait environ 300 festivaliers. Lors de la troisième édition le festival s'exporte au centre du village sous un chapiteau de cirque. En 2010 le festival se déplace en dehors du village toujours sous un chapiteau. Le festival accueil désormais environ 7000 festivaliers[réf. nécessaire].

## Programmation

### Édition 2024
Il s'agit de la 18e édition. Elle a eu lieu les 13 et 14 septembre.
- Vendredi : Noe Preszow, Stephane, Les aventuriers d'un autre monde, Les boules de feu, Val & Jean, Le grôs tour.
- Samedi : Collectif Nos, Tiken Jah Fakoly, Manu Chao Acoustic, Funky Jazz Gang, Madeleine, La P'tite Fumée

### Édition 2023
Il s'agit de la 17e édition. Elle a eu lieu les 8 et 9 septembre
- Vendredi : Cats on Trees, Suzane, Charlie Winston, The Celtic Tramps, Les 3 Fromages, Les boules de feu.
- Samedi : Malo', Danakil, Matmatah, San-Nom, Le Grôs Tour, Les boules de feu.

### Édition 2022
Il s'agit de la 16e édition. Elle a eu lieu les 9 et 10 septembre
- Vendredi : Baptiste Ventadour, Stephan Eicher, Les fatals picards, Les boules de feu, Tempiliers, Les ramoneurs de menhirs
- Samedi : Stephane, Lilly Wood and the Prick, IAM, Fanfare La Bringue, Dudes of Groove Society, Les petites bourettes

### Édition 2021
Il s'agit de la 15e édition. Elle a eu lieu les 10 et 11 septembre.
- Vendredi : Hervé , Blankass , Vianney, Just a Fake, Le Grô Tour.
- Samedi : Bon Air, Boulevard des Airs, La Rue Ketanou

### Édition 2020
Annulé à cause du Coronavirus

### Édition 2019
Il s'agit de la 14e édition. Elle a eu lieu les 13 et 14 septembre.
- Vendredi : Hubert-Félix Thiéfaine,
- Samedi : Skip the Use,

### Édition 2018
Il s'agit de la 13e édition. Elle a eu lieu les 14 et 15 septembre.
- Vendredi : Hoshi, Shake shake go, Les aventuriers d'un autre monde, The Yokel et La Punkaravane
- Samedi : Gauvain Sers, Oldelaf, Marcel et son orchestre, Yeast et Le Grôs Tour

### Édition 2017
Il s'agit de la 12e édition. Elle a eu lieu les 15 et 16 septembre.
- Vendredi : Matmatah, Broken Back, Roberdam, Maggy Bolle, Blockstop et Les Garçons Trottoirs
- Samedi : Tryo, Cocoon, Electro Deluxe, Fergessen, Grand Morse et Les Garçons Trottoirs

### Édition 2016
Il s'agit de la 11e édition. Elle a eu lieu les 9 et 10 septembre.
- Vendredi : Manu Chao, Hyphen Hyphen, Les Tit' Nassels, Julien m'a dit, La clique et Le Grôs Tour
- Samedi : Zazie, Babylon Circus, Minuit, Acorps de rue, Brothers et Le Grôs Tour

### Édition 2015
Il s'agit de la 10e édition. Elle a eu lieu les 11 et 12 septembre.
- Vendredi : Mademoiselle K, Brigitte, Boulevard des airs, Black Bones et Le Grôs Tour
- Samedi : Cali, Caravan Palace, Pascale Picard, Pompehop et Le Grôs Tour

### Édition 2014
Il s'agit de la 9e édition. Elle a eu lieu les 12 et 13 septembre.
- Vendredi : Renan Luce, HollySiz, Les Têtes Raides et La Villa Ginette
- Samedi : , Irma, La Rue Ketanou, Deportivo et Le Grôs Tour

### Édition 2013

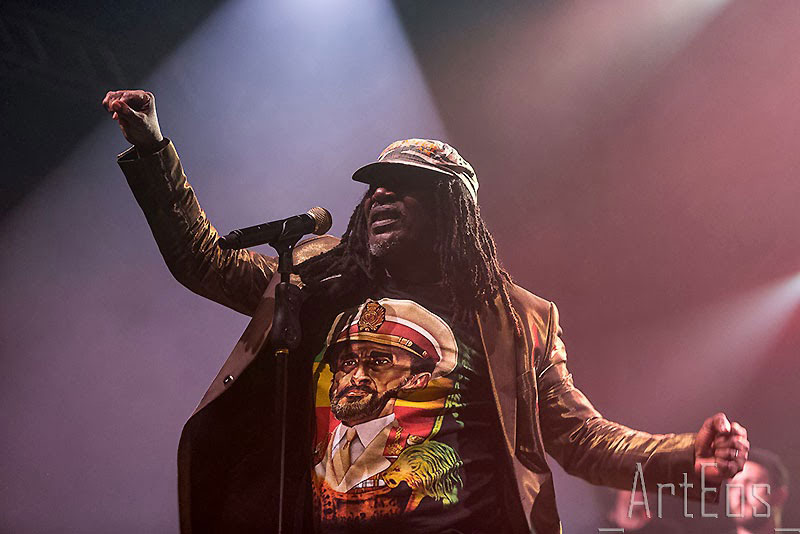
Alpha Blondy à La Poule des Champs 2013

Il s'agit de la 8e édition. Elle a eu lieu les 13 et 14 septembre.
- Vendredi : Lilly Wood and the Prick, Barcella, Les Ogres de Barback et Le Grôs Tour
- Samedi : Alpha Blondy, Debout sur le Zinc, Soma et Le Grôs Tour

### Édition 2012

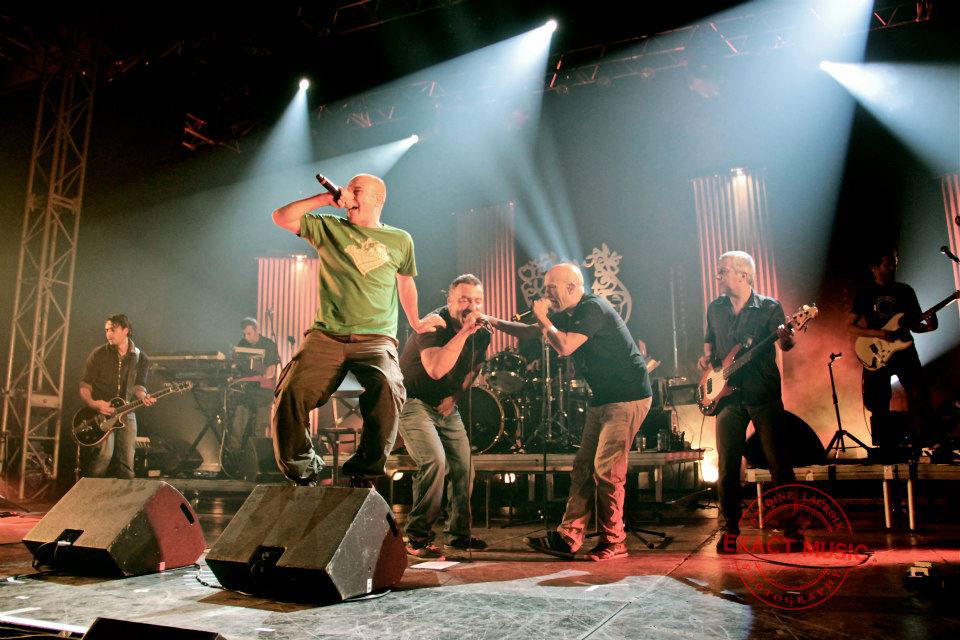
Zebda à La Poule des Champs 2012

Il s'agit de la 7e édition. Elle a eu lieu les 14 et 15 septembre,.
- Vendredi : Zebda, Sinsémilia et 77 Bombay Street
- Samedi : Thomas Fersen, Blankass, Eiffel et Tournée Générale

### Édition 2011
Il s'agit de la 6e édition. Elle a eu lieu les 9 et 10 septembre,.
- Vendredi : Louis Bertignac, Oldelaf et Quand La Diva S'En Va
- Samedi : Shaka Ponk, La Ruda et Les Petites Bourrettes

### Édition 2010

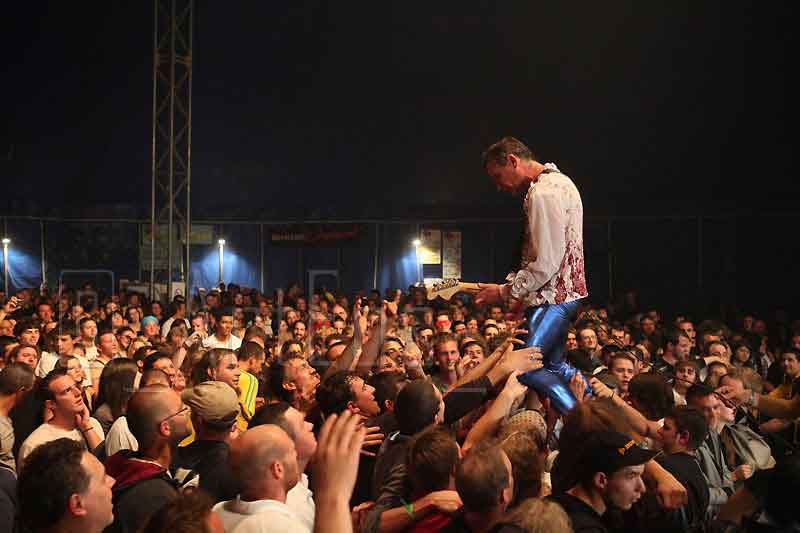
Les Wampas à La Poule des Champs 2010

Il s'agit de la 5e édition. Elle a eu lieu le 10 et 11 septembre.
- Vendredi : Puggy, Marcel Et Son Orchestre et Merzhin
- Samedi : Les Wampas, Paul D'Amour et Da Silva

### Édition 2009
Il s'agit de la 4e édition. Elle a eu lieu le 11 et 12 septembre.
- Vendredi : Les Fatals Picards, Manu Larrouy et Daguerre
- Samedi : Archimède, Les Hurlements D'Léo et Bensé

### Édition 2008
Il s'agit de la 3e édition. Elle a eu lieu le 10 et 11 septembre.
- Vendredi : Soldat Louis, Alex Toucourt, Les Garçons Trottoirs et Devon
- Samedi : Blankass, Barcella, Les Becs Bien Zen et Dam Fortune

### Édition 2007
Il s'agit de la 2e édition. Elle a eu lieu le 1er septembre.
Tournée Générale, Remingway, Les Ongles Noirs et Diego Pallavas

### Édition 2006
Il s'agit de la 1re édition. Elle a eu lieu le 23 juin.
Tournée Générale, Radio Sofa et Les Torchons